# Dzierzgoń
Dzierzgoń là một thị trấn thuộc huyện Sztumski, tỉnh Pomorskie ở bắc Ba Lan. Thị trấn có diện tích 4 km². Đến ngày 1 tháng 1 năm 2011, dân số của thị trấn là 5522 người và mật độ 1416 người/km².